# Brzozów-Leśniczówka
Brzozów-Leśniczówka – część wsi Frydek w Polsce, położona w województwie śląskim, w powiecie pszczyńskim, w gminie Miedźna. Leży na zachód od centrum wsi, w rejonie ulicy Leśnej.

## Historia
Miejscowość stanowiła dawniej obszar dworski o nazwie Frydek-Brzozów w powiecie pszczyńskim, od 1922 w woj. śląskim. 1 października 1924 zniesiono obszary dworskie na obszarze województwa śląskiego, w związku z czym Frydek-Brzozów włączono do gminy jednostkowej Frydek.